# 마이라 (배우)
마이라(일본어: 舞良, 영어: Myra, 2001년 1월 10일~)는 일본의 배우. 모델이다. 홋카이도 나요로시 출신이다.